# Новослов'янка
Новослов'янка (рос. Новославянка) — село у складі Іжморського округу Кемеровської області, Росія.

## Населення
Населення — 297 осіб (2010; 441 у 2002).
Національний склад (станом на 2002 рік):
- росіяни — 90 %